# Bill Cobbs
Bill Cobbs est un acteur américain né le 16 juin 1934 à Cleveland dans l'Ohio et mort le 25 juin 2024 à Upland en Californie.
Ayant tourné sur six décennies, des années 70 au début des années 2020, il est connu pour ses nombreux seconds rôles dans des films et des séries télévisées populaires.

## Biographie
Wilbert Francisco Cobbs naît le 16 juin 1934  à Cleveland (Ohio) dans une famille modeste. Son père travaille dans la construction et sa mère est domestique.
Il commence le théâtre en amateur, notamment dans la pièce Purlie d'Ossie Davis qui prend place dans le Sud des États-Unis durant la période des Lois Jim Crow. Par la suite, Bill Cobbs enchaîne plusieurs métiers (technicien pour United States Air Force, vendeur de voitures...). Ce n'est qu'en 1970 qu'il quitte l'Ohio pour New York. Pour vivre, il pratique de nouveau différents métiers. Il joue alors dans de petites productions théâtrales, de la scène de rue, théâtre régional. Il apparaît pour la première fois au cinéma dans Les Pirates du métro (1974) dans un petit rôle.
Il meurt le 25 juin 2024 à  Upland (Californie), à l'âge de  90 ans quelque jour après avoir fêté son anniversaire.

## Filmographie

### Cinéma
- 1974 : Les Pirates du métro (The Taking of Pelham One Two Three) de Joseph Sargent : l'homme sur la platforme
- 1975 : A Boy and à Boa de Renata Stoia : le père
- 1977 : Greased Lightning (en) de Michael Schultz : M.. Jones
- 1978 : A Hero Ain't Nothin' But a Sandwich (en) de Ralph Nelson : le barman
- 1979 : Le Cogneur de Harlem (The Hitter) de Christopher Leitch : Louisiana Slim
- 1983 : Un fauteuil pour deux (Trading Places) de John Landis : le barman
- 1983 : Le Mystère Silkwood (Silkwood) de Mike Nichols : l'homme de la salle à manger
- 1984 : The Brother from Another Planet de John Sayles : Walter
- 1984 : Cotton Club (The Cotton Club) de Francis Ford Coppola : Big Joe Ison
- 1985 : Compromising Positions de Frank Perry : Sgt. Williams
- 1986 : La Couleur de l'argent (The Color of Money) de Martin Scorsese : Orvis
- 1987 : Five Corners de Tony Bill : homme dans le Coffee Shop
- 1987 : Suspect dangereux (Suspect) de Peter Yates : le juge Franklin
- 1988 : Nicky et Gino (Dominick and Eugene) de Robert M. Young : Jesse Johnson
- 1988 : Bird de Clint Eastwood : Dr Caulfield
- 1989 : Calendrier meurtrier (January Man) de Pat O'Connor : Détective Reilly
- 1990 : Exiled in America de Paul Leder : Abraham White
- 1991 : New Jack City de Mario Van Peebles : le vieil homme
- 1991 : La Manière forte (The Hard Way) de John Badham : l'homme en haillons
- 1991 : Le Sous-sol de la peur (The People Under the Stairs) de Wes Craven : Grandpa Booker
- 1992 : Roadside Prophets d'Abbe Wool : Oscar
- 1992 : Bodyguard (The Bodyguard) de Mick Jackson : Bill Devaney
- 1993 : Demolition Man de Marco Brambilla : Zachary Lamb, vieux
- 1993 : Fatal Instinct de Carl Reiner : homme du parc (non crédité)
- 1994 : Le Grand Saut (The Hudsucker Proxy) de Joel et Ethan Coen : Moses, l'homme de l'horloge (crédité seulement dans la version DVD)
- 1995 : Tuesday Morning Ride de Dianne Houston
- 1995 : Captiva Island de John Biffar : Vernon
- 1995 : Goldilocks and the Three Bears de Brent Loefke : Caleb
- 1995 : Dernières heures à Denver (Things to Do in Denver When You're Dead) de Gary Fleder : Malt
- 1995 : Fluke de Carlo Carlei : Bert
- 1995 : L'Homme au pistolet (Man with a Gun) de David Wyles : Henry Griggs
- 1996 : Ed de Bill Couturié : Tipton
- 1996 : Président junior (First Kid) de David M. Evans : Speet
- 1996 : That Thing You Do! de Tom Hanks : Del Paxton
- 1996 : Les Fantômes du passé (Ghosts of Mississippi) de Rob Reiner : Charlie Evers
- 1997 : Soulmates de Duane Clark : M.. Williams
- 1997 : Air Bud : Buddy star des paniers (Air Bud, titre québécois Tobby le joueur étoile) de Charles Martin Smith : Coach Arthur Chaney
- 1998 : Paulie, le perroquet qui parlait trop (Paulie) de John Roberts : Virgil le gardien
- 1998 : Ainsi va la vie (Hope Floats) de Forest Whitaker : infirmier
- 1998 : Souviens-toi… l'été dernier 2 (I Still Know What You Did Last Summer) de Danny Cannon : Estes
- 1999 : L'Ombre d'un soupçon (Random Hearts) de Sydney Pollack : Marvin
- 2002 : Sunshine State de John Sayles : Dr Elton Lloyd
- 2002 : Plus jamais (Enough, titre québécois C'est assez !) de Michael Apted : Jim Toller
- 2003 : A Mighty Wind, titre québécois Les Grandes Retrouvailles) de Christopher Guest : le musicien de Blues
- 2004 : The Mortuary de Brooke Gaston : Franklin Harmon
- 2004 : Lost de Darren Lemke : patron de Jeremy
- 2005 : Special Ed de Jeffrey Phelps : Lou
- 2005 : Inner Demon de Tye Beeby : Arnold
- 2005 : The Final Patient de Jerry Mainardi : Dr Daniel Green
- 2005 : Squirrel Man de Jeffrey Lynn Shepherd : Morgan Wendell
- 2005 : Duck de Nicole Bettauer : Norman
- 2005 : Return to Sender de Nicole Bettauer : Saul Burroughs
- 2005 : Un cœur gagnant (The Derby Stallion de Craig Clyde : Houston Jones
- 2006 : Sweet Deadly Dreams de Walter Stewart : Barney
- 2006 : Sent de Alex Feldman : docteur
- 2006 : Hard Luck (vidéofilm) de Mario Van Peebles : Cobb
- 2006 : The Ultimate Gift de Michael O. Sajbel : Theophilus Hamilton
- 2006 : La Nuit au musée (Night at the Museum) de Shawn Levy : Reginald
- 2007 : Three Days to Vegas de Charlie Picerni : Marvin Jeffries
- 2008 : This Man's Life de Todd Thompson : Myer Truman
- 2008 : The Morgue de Halder Gomes et Gerson Sanginitto : George
- 2008 : The Dark Horse de Michael Regalbuto : Quincey
- 2009 : HappySAD de Dianah Wynter : Cephas Cordner
- 2009 : Black Water Transit de Tony Kaye : Frank Vermillion
- 2009 : My Summer Friend de Antwone Fisher : Walter
- 2009 : Steadfast de Nathan Schneider : John
- 2010 : Le Grand Jour (Get Low) de Aaron Schneider : révérend Charlie Jackson
- 2010 : Stroll de Alexander Schepsman : Clayton
- 2010 : The Tenant de Ric La Monte : Jack Rymer
- 2010 : No Limit Kids: Much Ado About Middle School de Dave Moody : Charlie
- 2010 : The Arcadian de Dekker Dreyer : Charles
- 2011 : Les Muppets, le retour : le grand-père
- 2013 : Le Monde fantastique d'Oz (Oz: The Great and Powerful) : le chef des bricoleurs
- 2013 : The Ultimate Life de Michael Landon Jr. : Theophilus Hamilton
- 2014 : La Nuit au musée : Le Secret des Pharaons (Night at the Museum : Secret of the Tomb) de Shawn Levy : Reginald
- 2015 : La Fabuleuse Gilly Hopkins : M. Randolph

### Téléfilms
- 1975 : First Ladies Diaries: Rachel Jackson d'Ira Cirker : George
- 1982 : The Member of the Wedding de Delbert Mann : T. T. Williams
- 1983 : Rage of Angels de Buzz Kulik : Abraham Wilson
- 1986 : Johnny Bull de Claudia Weill : Wiggins
- 1990 : Moe's World de Kevin Rodney Sullivan
- 1990 : Decoration Day de Robert Markowitz : Gee Pennywell
- 1991 : Un coupable idéal (Carolina Skeletons) de John Erman : Elijah Crooks
- 1993 : I'll Fly Away : Then and now de Ian Sander : Lewis Coleman
- 1995 : Kingfish : La vie de Huey P. Long (Kingfish: A Story of Huey P. Long) de Thomas Schlamme : Pullman Porter
- 1995 : Divas de Thomas Carter : Sippy
- 1995 : Out There de Sam Irvin : Lyman Weeks
- 1996 : Panique sur le grand huit (Thrill) de Sam Pillsbury : Norm Duprey
- 1996 : Stories from the Edge dans le segment Tuesday Morning Ride
- 1996 : Nightjohn (en) de Charles Burnett : le vieil homme
- 1998 : La Rage de survivre ou Prisonniers sans chaînes au Québec (Always Outnumbered) de Michael Apted : Right Burke
- 2000 : La Montre à remonter le temps (For All Time) de Steven Schachter : Propriétaire / Conducteur
- 2001 : Bitter Winter de Roberta C. Williams
- 2013 : Mon Père Noël secret (Dear Secret Santa) : Ted

### Séries télévisées
- 1987-1988 : The Slap Maxwell Story de Steve Dubin et Gino Tanasescu : le finlandais (5 épisodes)
- 1989 : Homeroom de Marc Cherry et Jamie Wooten : Phil Drexler (13 épisodes)
- 1991-1993 : Les Ailes du destin (I'll Fly Away) : Lewis Coleman (13 épisodes)
- 1997-1998 : Gregory Hines Show (The Gregory Hines Show) : James, le père de Ben
- 2000 : Les Médiums (The Others) : Elmer Greentree
- 2000 : The Michael Richards Show : Jack (7 épisodes)
- 2000 : Les Soprano (1 épisode)
- 2001 : Six feet under d'Alan Ball : M. Jones (saison 1, épisode 5)
- 2001-2003 : JAG (4 épisodes)
- 2002-2004 : Le Drew Carey Show (9 épisodes)
- 2007 : October Road (1 épisode)
- 2008 : Les Frères Scott : un homme[Qui ?] (saison 6, épisode 1)
- 2008 : American Wives (1 épisode)
- 2010 : The Glades (saison 1, épisode 9)
- 2012-2013 : Go On
- 2017-2019 : Dino Dana : M. Hendrickson (6 épisodes)

## Distinction

### Récompense
- Festival international du film de Trenton 2006 (Trenton Film Festival) : Meilleur acteur pour le The Final Patient

## Voix francophones
En France, Robert Liensol a été la voix la plus régulière de Bill Cobbs. Au Québec, il s'agissait de Victor Désy. Après le décès des deux comédiens, plusieurs voix se sont succédé pour doubler Bill Cobbs.